# Rhinolophus trifoliatus
Rhinolophus trifoliatus е вид прилеп от семейство Подковоносови (Rhinolophidae). Видът не е застрашен от изчезване.

## Разпространение
Разпространен е в Индия, Индонезия (Калимантан, Суматра и Ява), Китай, Малайзия (Западна Малайзия, Сабах и Саравак), Мианмар и Тайланд.

## Описание
Теглото им е около 15,2 g.